# Olé (uitroep)

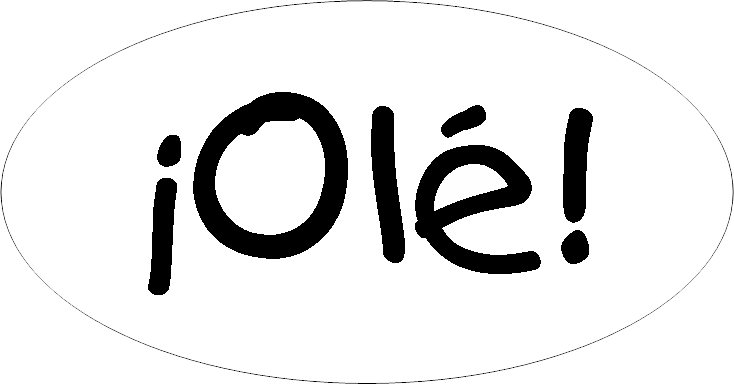

Olé of ole is een Spaanse uitroep die bedoeld is als aanmoediging, goedkeuring of loftuiting voor bijvoorbeeld een persoon of gebeurtenis. 
De uitroep wordt veel gebruikt bij stierenvechten en sportactiviteiten, in het bijzonder voetbal. De variant ole, zonder accentteken en met de klemtoon op de eerste lettergreep, hoort men ook vaak als uitroep (jaleo) in de flamenco tijdens het gezang (cante), meestal gevolgd door een ¡eso es! (zo is het!), na een solo (falseta) van de gitarist of als bijval van de dans. 
De uitroep wordt wel gezien als een typisch element van de Spaanse cultuur, maar wordt ook in Zuid-Amerikaanse en niet-Spaanstalige landen gebruikt. 